# Loxosceles nahuana
Loxosceles nahuana là một loài nhện trong họ Sicariidae.
Loài này thuộc chi Loxosceles. Loxosceles nahuana được miêu tả năm 1958 bởi Gertsch.